# Hermann Lenschau
Hermann Lenschau (* 20. November 1911 in Hamburg; † 14. August 1977 ebenda) war ein deutscher Schauspieler und Hörspielsprecher.

## Leben
Seit 1947 war er bei den Hamburger Kammerspielen engagiert, zugleich spielte er an der Komödie Basel. 1954 verkörperte er am Hamburger Thalia Theater Henderson in Louis Verneuils Staatsaffären, den Soldaten in Paul Willems Der Bärenhäuter und Tony Wendice in Frederick Knotts Bei Anruf Mord. An der Komödie Basel war er 1955 als Mackie Messer in der Dreigroschenoper zu sehen.
Er wirkte u. a. in Edgar-Wallace-Filmen, als Zollrat (Vorgesetzter von Zolloberinspektor Kressin) in der Tatort-Reihe der ARD sowie in einigen Folgen Derrick als Vorgesetzter des Oberinspektors mit.
Zudem war Lenschau umfangreich als Hörspielsprecher tätig. So sprach er 1964 beispielsweise in dem sechsteiligen Kriminalhörspiel Glocken des Todes (Regie: Rolf von Goth) die Hauptrolle. Zu seinen Partnern gehörten u. a. Alwin Joachim Meyer, Helmut Peine, Fritz Rasp und Kurt Lieck. Er starb im Alter von 65 Jahren an den Folgen eines schweren Asthmaanfalles.

## Filmografie (Auswahl)
- 1951: Corinna Schmidt
- 1958: Juchten und Lavendel
- 1961: Unsere kleine Stadt
- 1962: Der Mann im Fahrstuhl
- 1962: Die Feuertreppe
- 1963: Der Hexer
- 1963: Orden für die Wunderkinder
- 1964: Tim Frazer: Der Fall Salinger (Durbridge-Mehrteiler)
- 1964: Gewagtes Spiel (Fernsehserie) – Jacqueline
- 1964: Sechs Stunden Angst
- 1965: Zeitsperre
- 1965: Die selige Edwina Black
- 1965: Das Kriminalmuseum – Das Nummernschild
- 1966: Der schwarze Freitag
- 1966: Die seltsamen Methoden des Franz Josef Wanninger – Die Stute Flora
- 1966: Hinter diesen Mauern
- 1967: Die blaue Hand
- 1967: Flucht ohne Ausweg (TV-Dreiteiler)
- 1967: Der Tag, an dem die Kinder verschwanden
- 1967: Sherlock Holmes – Sechsmal Napoleon
- 1967: Großer Mann was nun? (5 Folgen)
- 1969: Der Kommissar – Die Pistole im Park
- 1970: Der Portland-Ring
- 1970: Die seltsamen Methoden des Franz Josef Wanninger – Der teure Gatte
- 1971: Tatort – Kressin und der Tote Mann im Fleet (TV-Reihe)
- 1971: Tatort – Kressin und der Laster nach Lüttich (TV-Reihe)
- 1971: Tatort – Kressin stoppt den Nordexpress (TV-Reihe)
- 1972: Tatort – Kressin und der Mann mit dem gelben Koffer (TV-Reihe)
- 1972: Tatort – Kressin und die Frau des Malers (TV-Reihe)
- 1972: Privatdetektiv Frank Kross – Dollar hin, Dollar her (TV-Reihe)
- 1972: Der Kommissar – Der Tennisplatz
- 1972–1973: Fußballtrainer Wulff (TV-Reihe)
- 1973: Alle Menschen werden Brüder
- 1973: Tatort – Kressin und die zwei Damen aus Jade (TV-Reihe)
- 1973: Nerze nachts am Straßenrand
- 1975: Derrick – (Folge 5): Tod am Bahngleis
- 1975: Derrick – (Folge 8): Zeichen der Gewalt
- 1976: Derrick – (Folge 21): Kalkutta
- 1977: Derrick – (Folge 36): Mord im TEE 91
- 1977: In freier Landschaft (Fernseh-Zweiteiler)

## Hörspiele (Auswahl)
Die ARD-Hörspieldatenbank enthält für den Zeitraum von 1945 bis 1977 insgesamt 232 Datensätze, davon 226 als Sprecher und 6 als Regisseur (Stand: Juni 2022), bei denen Hermann Lenschau als Mitwirkender geführt wird.
Regie: 
- 1964: Hans Heitmann: De Dintenfisch. Heiteres niederdeutsches Hörspiel (Mundarthörspiel – NDR/RB)
- 1965: Paul Hennings: De sanfte Liese. Niederdeutsches Hörspiel (auch Redaktion) (Original-Hörspiel, Mundarthörspiel – NDR)
- 1967: Franz Joachim Mueller: De Nixenkomödie. Niederdeutsches Hörspiel (auch Redaktion) (Originalhörspiel, Mundarthörspiel – NDR)
- 1973: Günther Siegmund: Gift. Niederdeutsches Hörspiel (Originalhörspiel, Mundarthörspiel – NDR)
- 1973: Carl Heinz Trinckler: De Koptein (Mundarthörspiel – NDR)
- 1974: Fritz Völker: Madamm. Niederdeutsches Hörspiel (Mundarthörspiel – NDR)

Sprecher: 
- 1966: Fred Hoyle: Die schwarze Wolke (Kingsley) – Regie: Otto Düben (Hörspielbearbeitung, Science-Fiction-Hörspiel – WDR)